# Миропільський заказник
Миро́пільський зака́зник — гідрологічний заказник місцевого значення в Україні. Об'єкт природно-заповідного фонду Сумської області.
Розташований у межах Краснопільського району Сумської області, від кордону з Росією до межі Сумського району.
Площа 1304,8 га. Статус надано згідно з рішенням облвиконкому від 25.12.1979 року № 662. Перебуває у віданні ДП «Краснопільський агролісгосп» (кв. 1, вид. 18, 21, 24-25, кв. 3, вид. 7, кв. 4, вид. 1-2, 4, 8, 24.1, кв. 5, вид. 1-4, 6-8, 16, кв. 18, вид. 1, 6-7, кв. 164, вид. 1).
Статус надано для збереження водно-лучно-болотного природного комплексу в заплаві річки Псел з мальовничими ландшафтами.

## Зображення

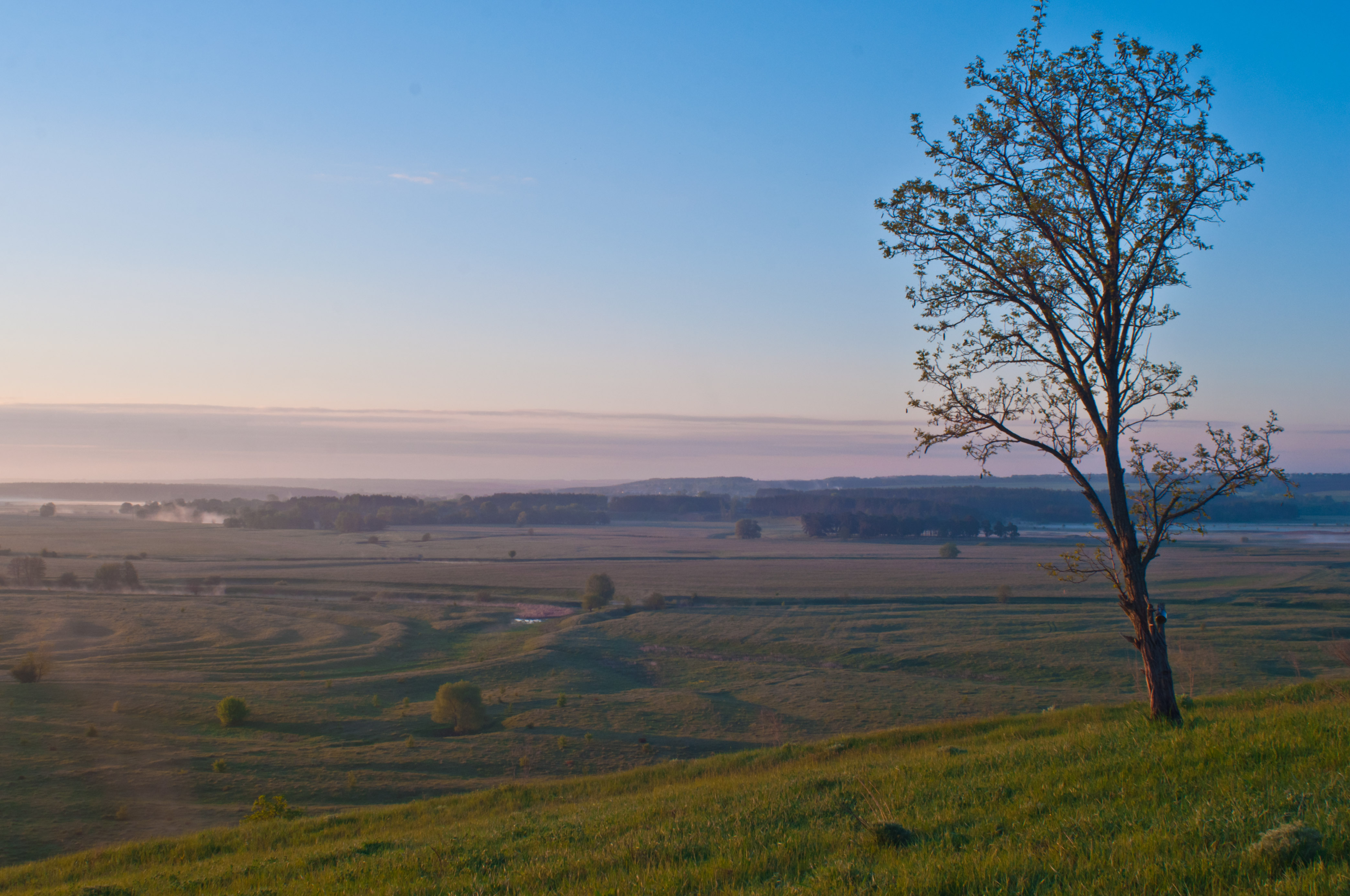
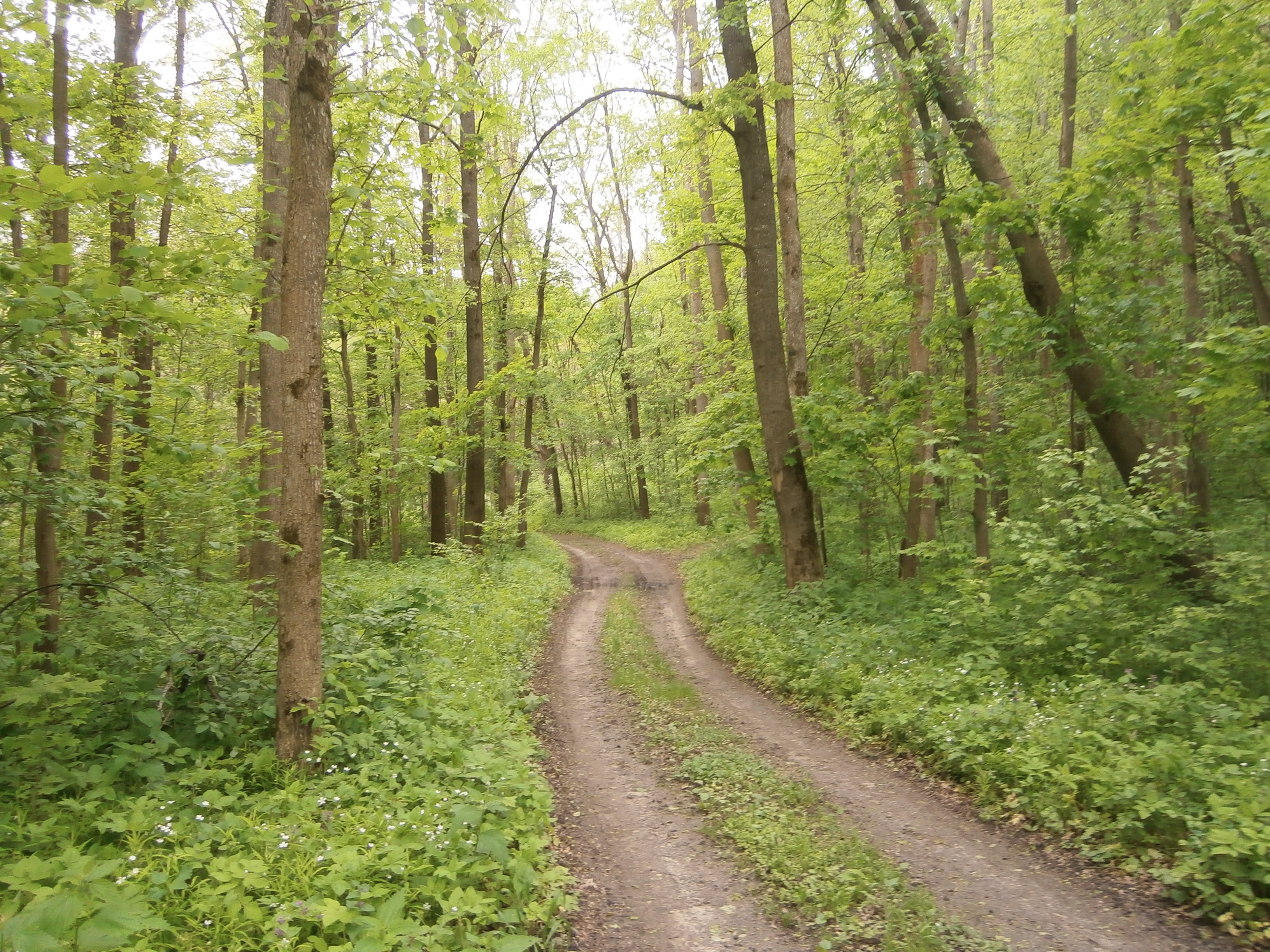
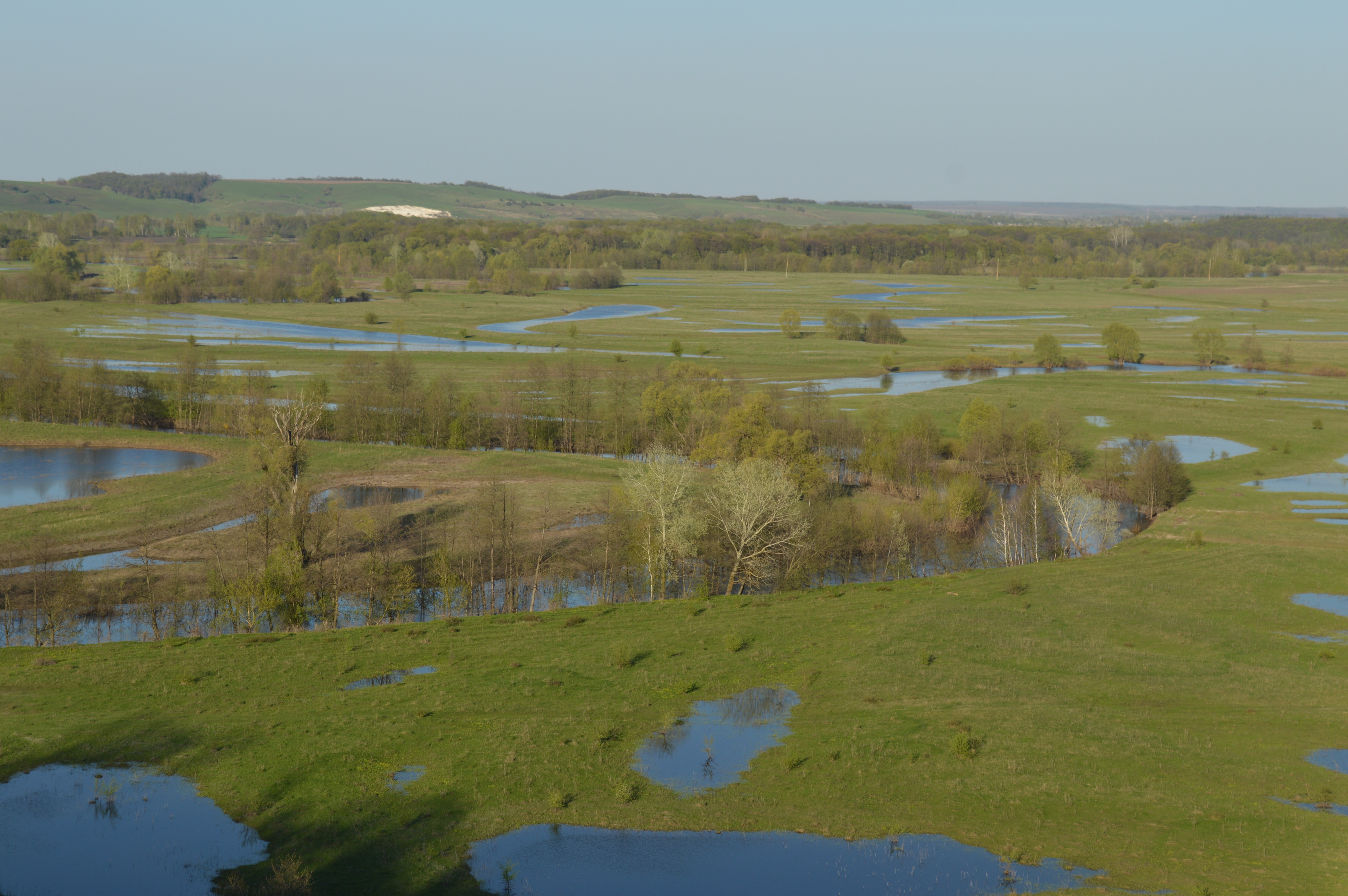
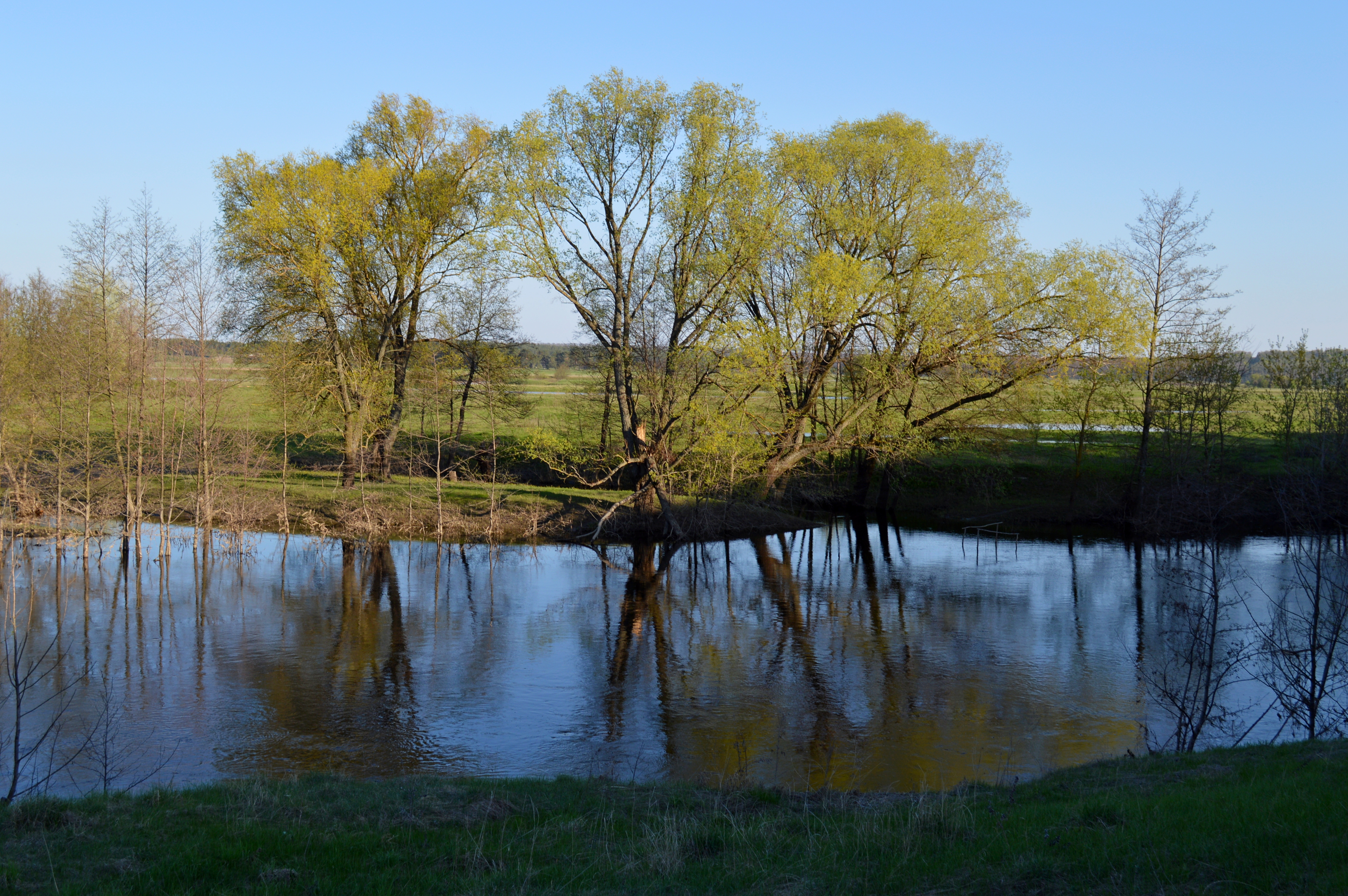
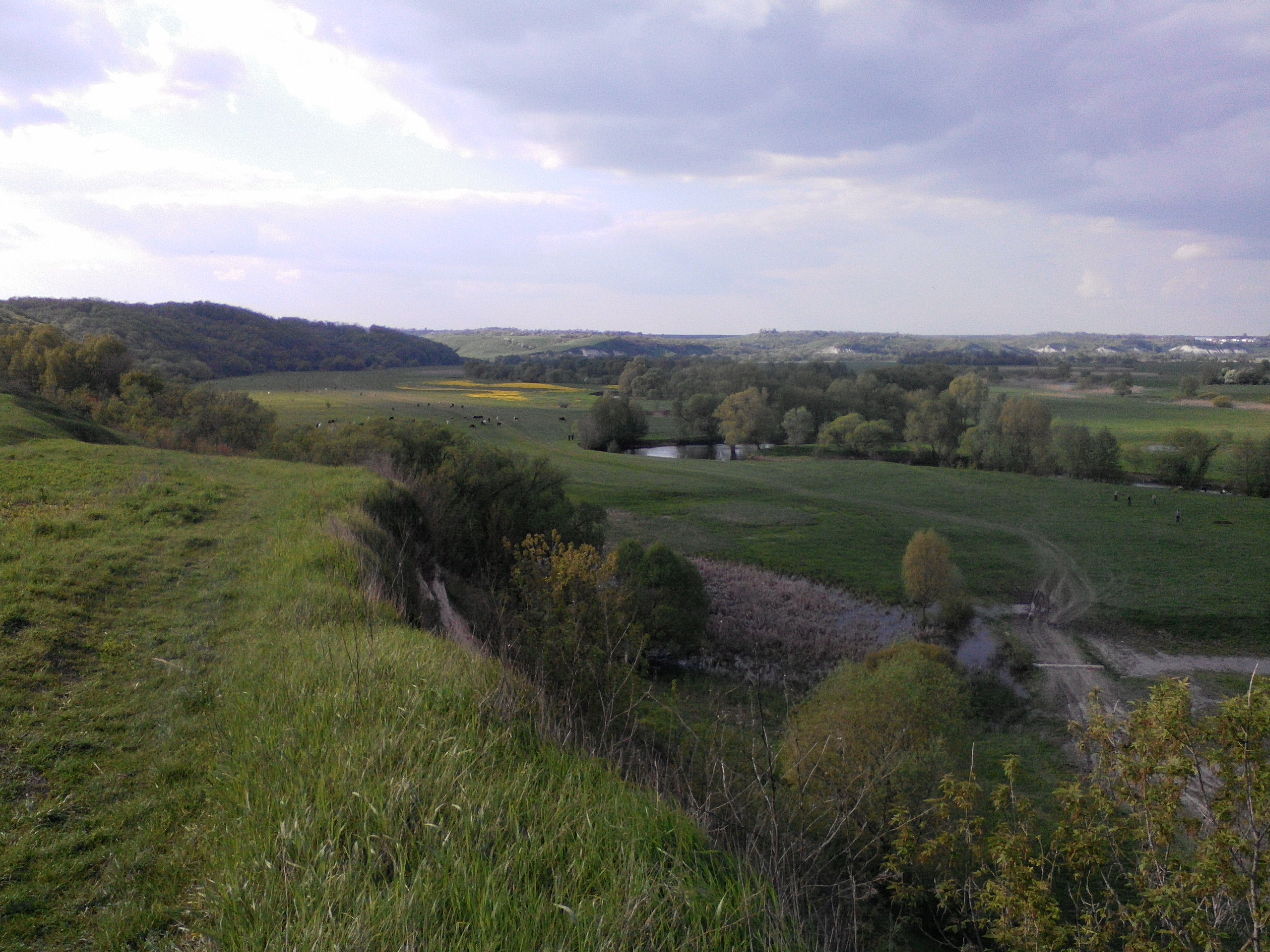
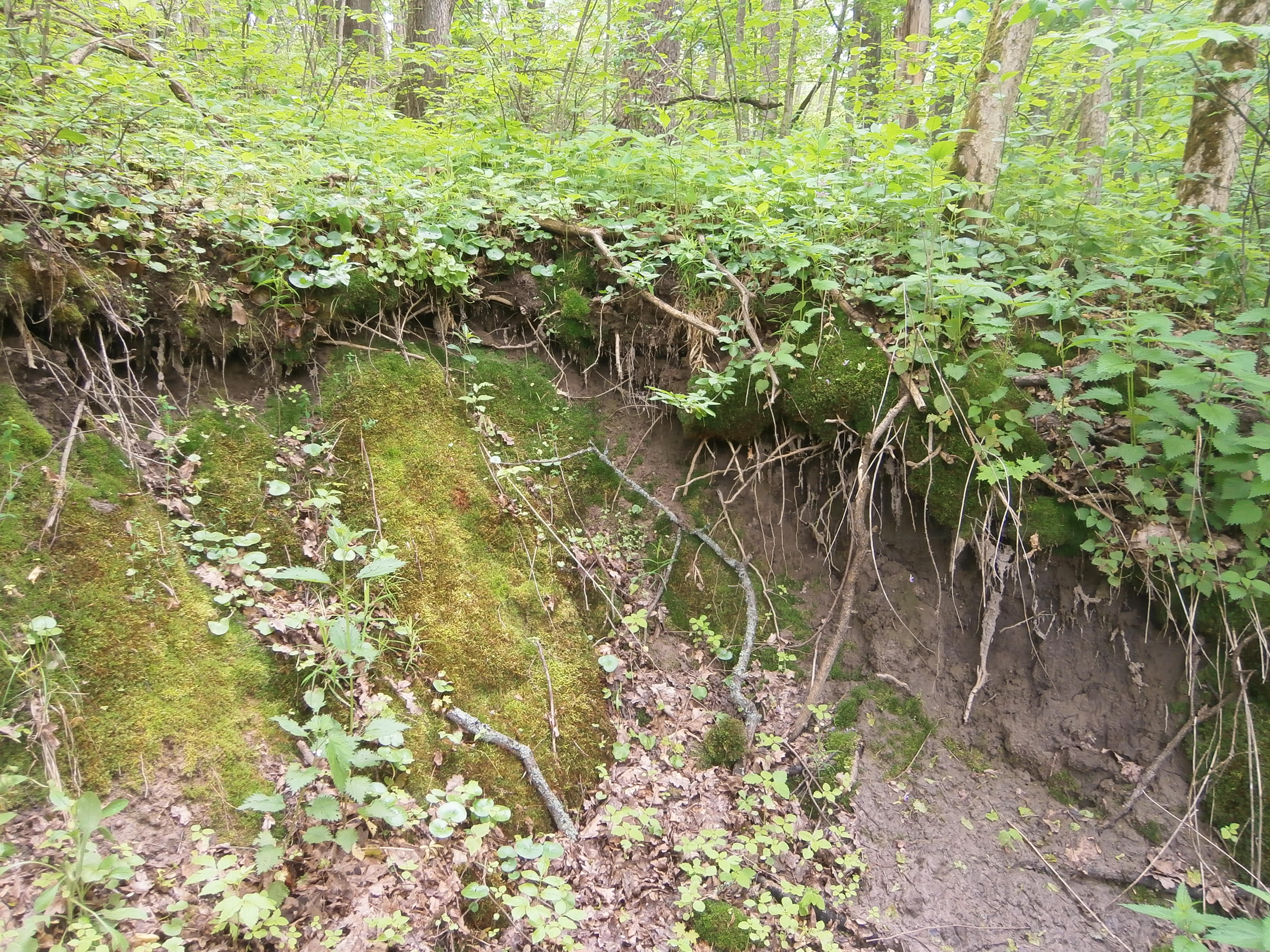